# 28766 Monge
28766 Monge este o planetă minoră (asteroid), cu un diametru de 10,252 km, din centura de asteroizi. A fost descoperită pe 29 aprilie 2000 la Prescott Observatory⁠(d) de Paul G. Comba⁠(d) și a fost numită după Gaspard Monge. 
Obiectul prezintă o orbită caracterizată de o semiaxă mare de 3,0734913 UAi, o excentricitate de 0,17, o înclinație de 2,4738 ° în raport cu ecliptica.